# マーサ・プレイス
マーサ・M・プレイス（Martha M. Place、1849年9月18日 - 1899年3月20日）は、アメリカ合衆国の殺人容疑者、そして死刑囚である。彼女は電気椅子で処刑された最初の女性死刑囚だった。

## 前半生
ニュージャージー州生まれのマーサは、23歳のときにソリの事故で頭を強打した。彼女の兄は、マーサはこの事故の衝撃から回復することなく、精神的に不安定になってしまったとの主張を述べている。
マーサは男やもめのウィリアム・プレイス（William Place）と1893年に結婚した。プレイスには、以前の結婚で儲けたアイダ（Ida）という名前の娘がいた。プレイスはアイダの養育を補助させるためにマーサと結婚したのだったが、その事実は後に、マーサがアイダに対して嫉妬しているという流言の元になってしまった。プレイスは少なくとも1回、妻のマーサがアイダを殺そうと威嚇しているとして、警察に通報している。

## 事件
1898年2月7日の夕方、夫のウィリアム･プレイスはニューヨーク市ブルックリンにある自宅に戻ったところ、斧を振り回して暴れているマーサの襲撃を受けた。プレイスは警察の到着によって辛くもその襲撃から逃れた。
警察は、バーナーから漏れたガスが室内に充満した状態になり、マーサが頭から着衣を被ったまま床に横たわって重体になっていたのを発見した。
2階では、当時17歳だったアイダの遺体がベッドに横たえられた状態で発見された。アイダは口から血を流し、眼は変形して飛び出していた。この状況は、アイダが窒息して死んだことを物語っていた。マーサ･プレイスは病院に運ばれ、そして逮捕された。

マーサの裁判が開かれる前、プレイスは彼女が無実であるとの声明を公表した。当時のある新聞は、マーサについて以下のように報道している。
彼女はどちらかと言えば背が高く痩せぎすで、顔色は青白く細面である。鼻は長く先端が尖っていて、顎先も尖っているのが目立つ。唇は薄く生え際は広い。彼女の容貌はどこかある種のネズミを髣髴とさせ、その輝いているが座った眼差しが何となくそんな印象を強めている。
マーサはアイダ殺しの罪で有罪判決を受け、死刑を宣告された。彼女の夫が、重要な証人となったのだった。

## 処刑
当時のニューヨーク州知事だったセオドア・ルーズベルトは、マーサに対する減刑嘆願を却下した。マーサの前に、電気椅子で執行を受けた女性受刑者は存在しなかったため、刑の遂行のため電極を彼女につける方法が考案された。彼らはマーサの着衣にスリットをこしらえ、電極を足首に据えつけた。マーサの刑は、1899年3月20日にシンシン刑務所で執行された。死刑執行人はエドウィン・デーヴィスが務めた。執行立会人の報告によると、マーサは執行開始後すぐに死亡したという。彼女は宗教儀式もなしに、ニュージャージー州ミルストーン（en:Millstone, New Jersey）にある家族の墓に埋葬された。
なお、電気椅子での死刑執行を宣告された女性は、マーサが最初ではなかった。イタリア人女性でアメリカに移民してきたマリア・バルベッラ（en:Maria Barbella）がその人物である。マリアについては、後に無罪判決が確定したため釈放されている。